# Contea di Taliaferro
La contea di Taliaferro (in inglese Taliaferro County) è una contea dello Stato della Georgia, negli Stati Uniti. La popolazione al censimento del 2000 era di 2 077 abitanti. Il capoluogo di contea è Crawfordville.